# République socialiste soviétique du Turkménistan
1924–1991
Entités précédentes :
- République socialiste soviétique autonome du Turkestan (RSFSR)
- République soviétique socialiste du Khorezm
- République soviétique socialiste de Boukhara

Entités suivantes :
- République du Turkménistan

La république socialiste soviétique du Turkménistan (ou la Turkménie ; en turkmène Түркменистан Совет Социалистик Республикасы, Türkmenistan Sowet Sotsialistik Respublikasy ; en russe Туркменская Советская Социалистическая Республика, Tourkmenskaia Sovietskaia Sotsialistitcheskaia Respoublika ; littéralement « République socialiste des conseils turkmène » était l'une des 15 républiques membres de l'Union soviétique avant la chute de cette dernière en 1991.

## Histoire
Moscou conserva la RSS du Turkménistan sous son ferme contrôle et les politiques étatiques du PCUS favorisent l'émergence d'une élite politique turkmène russifiée (parti communiste du Turkménistan, PCT, parti unique du Turkménistan socialiste).
Hormis un scandale de corruption dans les années 1980, la RSS turkmène était stable et très proche de Moscou. Les politiques de glasnost et de perestroïka de Mikhaïl Gorbatchev n'ont pas eu d'impact significatif sur le Turkménistan et le pays n'était pas préparé à la chute de l'URSS en 1991, dirigé d'une main de fer par Saparmyrat Nyýazow entre 1985 et 1991.

## Indépendance
Un référendum sur l'indépendance est organisé par Nyýazow après le putsch de Moscou en 1991. 94 % des Turkmènes se proposent en faveur de l'indépendance. Le 27 octobre 1991, la république du Turkménistan est proclamée et l'indépendance formelle est acquise vis-à-vis de l'URSS le 25 décembre.